# Robert Chancerelle
Robert Chancerelle, né le 27 février 1808 à Joué-sur-Erdre (Loire-Inférieure) et mort le 11 novembre 1868 à Douarnenez (Finistère), est un industriel et homme d'affaires français. Il est le fondateur de la conserverie qui deviendra connue sous le nom de Connétable.

## Biographie
Robert Chancerelle est le fils de Michel-Toussaint Chancerelle, originaire du Maine-et-Loire, et d'Anne Eluère, fille de Nicolas Eluère, maire de Joué-sur-Erdre de 1792 à 1796.
En 1828, il fonde avec son frère Laurent « La presse à sardines », une société de conserverie. 
Avec l'invention de l'appertisation, il va quitter Nantes en 1853, où il s'était installé, pour Douarnenez. Là, il ouvre la première conserverie de la ville et actuellement la plus ancienne conserverie de sardines à l'huile au monde encore en activité.

## Famille
Il épouse Jeanne Giteau le 24 juin 1830 à Nantes. Ils auront 15 enfants : Eugénie (morte jeune), Robert, Wenceslas, Eugénie, Anna, Émile, Paul, Auguste, Stanislas, Marie, Charles, Léon, Henri, Joseph, Pierre.